# Абдеррауф Бен-Азіза
Абдеррауф Бен-Азіза (араб. عبد الرؤوف بن عزيزة, фр. Abderraouf Ben Aziza, нар. 23 вересня 1953) — туніський футболіст, що грав на позиції нападника.
Виступав, зокрема, за клуби «Етюаль дю Сахель» та «Аль-Наср» (Ер-Ріяд), а також національну збірну Тунісу.

## Клубна кар'єра
У дорослому футболі дебютував 1972 року виступами за команду «Етюаль дю Сахель», в якій провів сім сезонів і став володарем Кубка Тунісу у 1974 та 1975 роках, а 1976 та 1978 року ставав найкращим бомбардиром чемпіонату країни.
Своєю грою за цю команду привернув увагу представників тренерського штабу саудівського клубу «Аль-Наср» (Ер-Ріяд), до складу якого приєднався 1979 року. Відіграв за саудівську команду наступні три сезони своєї ігрової кар'єри і двічі вигравав Саудівську лігу, в 1980 і 1981 роках.
Завершив ігрову кар'єру у на батьківщині у команді «Хаммам-Ліф», за яку виступав протягом 1982—1984 років.

## Виступи за збірну
1973 року дебютував в офіційних матчах у складі національної збірної Тунісу.
У складі збірної був учасником Середземноморських ігор 1975 року в Алжирі, здобувши бронзові нагороди, Кубка африканських націй 1978 року в Гані та чемпіонату світу 1978 року в Аргентині.

## Титули і досягнення
- Чемпіон Саудівської Аравії (2):

«Аль-Наср» (Ер-Ріяд): 1979/80, 1980/81
- Володар Кубка Тунісу (2):

«Етюаль дю Сахель»: 1973/74, 1974/75